# Робітничий рух у Швеції
Робітничий рух у Швеції бере свій початок наприкінці 1850-х років, коли робочі почали організовувати спочатку стихійні продовольчі бунти в страйки і таким чином почав діяти як автономні групи. Профспілки в сучасному розумінні цього слова з'явилися в 1870-х роках. Подія, яка зазвичай вважається центральною в перші дні шведського робітничого руху є  лекція «Що хочуть соціал-демократи?» (швед. «Hvad vil Social-Demokraterna?»), яку прочитав Август Палм в готелі «Стокгольм» в Мальме 6 листопада 1881 року. П'ять років потому, в 1886 році, заснована перша шведська профспілка, шведська типографська ліга , і в тому ж році, шведська поштова спілка .

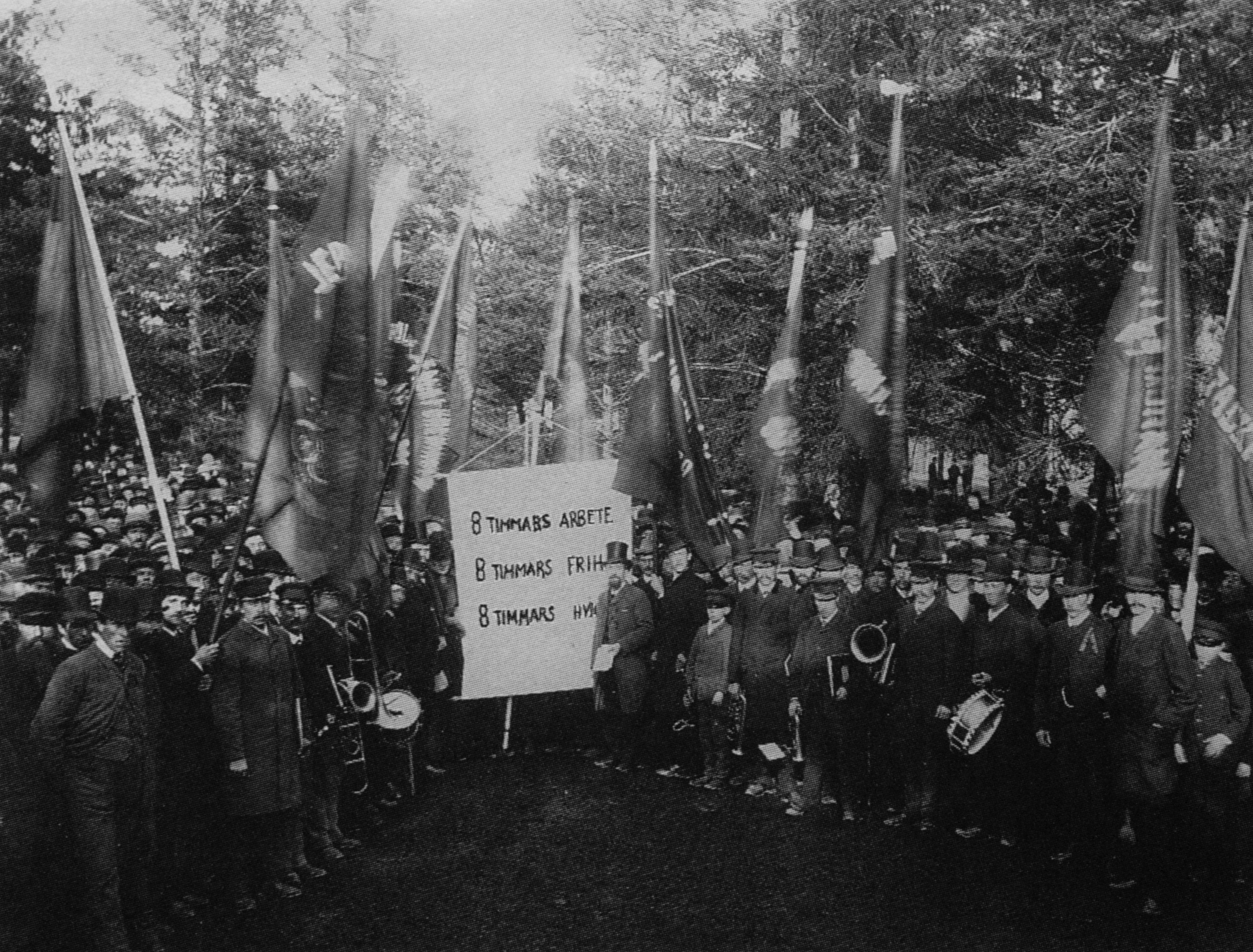
Перше травня 1890 року в Сундсваллі. На плакаті напис: «8 годин праці, 8 годин свободи, 8 годин відпочинку»

1898 року було прийнято закон, який захищав штрейкбрехерів і надавав право придушувати страйки. Закон діяв до 1938 року .
Робітничий рух незабаром ділиться на дві частини, політичну і профспілкову. Профспілковий рух було організовано в одній центральній організації, Центральне об'єднання профспілок Швеції (ЦОПШ), засноване в 1898, з метою організації всіх національних профспілок в одній центральній організації.  Паралельно, але тісно пов'язана з цим рухом Шведська соціал-демократична робітнича партія (СДРПШ), заснована в 1889. Ці дві організації з тих пір домінують не тільки у шведському робочому русі, а й політичному житті в цілому. Одним із прикладів їх тісного зв'язку є той факт, що всі члени ЦОПШ спочатку автоматично стають членами СДРПШ. Прикладом впливу цих організацій на шведське суспільство є такі явища, як шведська модель, держава загального благоденства. На ранньому етапу їх робота була зосереджена на критиці монархії і капіталізму. СДРПШ організувала переважну більшість всіх профспілок, хоча Центральна організація робітників Швеції, заснована  25-27 червня 1910 року на конгресі в Стокгольмі представниками з 22 спілок, періодично могла кинути виклик домінуючій позиції організації. 
1909 року розпочинається загальний страйк у якому беруть участь 300 000 робітників. 
Правий уряд Екмана призначив комісію в 1926 році, яка з метою знайти спосіб дисципліни працівників. Комісія прийшла з пропозицією дозволити заключати працедавцями угоди колективного характер, які повинні були поставити крапку у трудових спорах, і суд буде засуджувати працівників до відшкодування збитків чи тюремне ув'язнення, коли вони порушать свої зобов'язання. 25 травня 1928 року парламент приймає закон про колективні договори. Роком раніше, в 1927 році, за ініціативою 2000 місцевих профспілок у ЦОПШ подало заяву на право трудових відносин. Для тисячі мітингів і демонстрацій закликали до загального страйку. 22 травня 1928, за три дні до прийняття закону парламентом, сотні тисяч робочих оголосили страйк і в загальній складності 365 000 взяли участь у демонстраціях по всій країні. У Стокгольмі, 70 000 працівників прийшли до парламенту. 
Зараз хоча ЦОПШ домінує у трудових відносинах у Швеції, дві інших великі конфедерації профспілок, Шведська конфедерація професійних службовців, (TCO), і Шведська конфедерація професійних асоціацій, (SACO), сьогодні майже так само впливові, як і ЦОПШ.